# Johan Moreelse

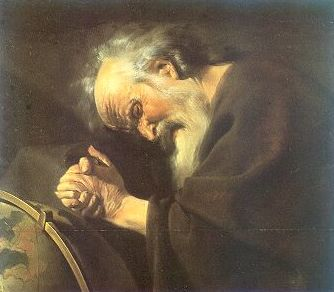
Heraclitus. Ca. 1630. collectie Centraal Museum.

Johan Moreelse, ook Johannes Pauwelsz. Moreelse genoemd (Utrecht, na 1602 – aldaar, 1634) was een Nederlands schilder behorend tot de Utrechtse caravaggisten.
Hij was zoon en leerling van de portretschilder Paulus Moreelse en was omstreeks 1627 in Rome, waar hij werd benoemd tot ridder in de Orde van Sint-Peter, een pauselijke ridderorde. Van 1627 tot 1634 was hij actief in Utrecht. Hij overleed in een periode dat die stad geteisterd werd door een pestepidemie.
- Biografisch Portaal: 54474335
- Gemeinsame Normdatei: 132463903
- International Standard Name Identifier: 0000 0000 7878 896X
- KulturNav: df309ec1-84f8-4179-a13d-9f06188831ce
- Library of Congress Control Number: nr2003020844
- RKD-Nederlands Instituut voor Kunstgeschiedenis: 57652
- Union List of Artist Names: 500011209
- Virtual International Authority File: 95749252
- WorldCat: E39PBJvCMHWtj7tyWT4C7d6Myd